# بيلي ماكاي
بيلي ماكاي (بالإنجليزية: Billy MacKay)‏ هو لاعب كرة قدم بريطاني في مركز الوسط، ولد في 27 أكتوبر 1960 في Glenrothes ‏ في المملكة المتحدة. لعب مع دونفرملين أثلتيك ونادي رينجرز وهارت أوف ميدلوثيان.